# 萊爾山脈
萊爾山脈（西班牙語：Sierra de Leyre），是西班牙的山脈，位於該國北部納瓦拉自治區，處於薩拉戈薩省東部，全長30公里，最高點海拔高度1,355米，其中13.59平方公里的面積被劃入保護區。